# 紫州 (中國)
紫州，唐朝时设置的州。
武德元年（618年）置，治所在临洺县（今河北省邯郸市永年区临洺关）。辖境相当今河北省邯郸市和永年、沙河、武安、曲周等县地。四年废。